# Parinacota
A Parinacota egy rétegvulkán az Andokban, Chile és Bolívia határán. A Nevadoes de Payachata vulkáni csoport tagja. Ennek a csoportnak egy másik fontos hegye a Pomerape. Az egyik legnagyobb kitörés a vulkán történetében 8000 évvel ezelőtt volt, amikor egy hatalmas hegyomlás 6 km³-es törmeléklavinát hozott létre. Ez a lavina elzárta a lefolyási útvonalakat és létrehozta a Chungará-tavat.